# Хев ъ Найс Лайф
„Хев ъ Найс Лайф“ (на английски: Have a Nice Life; дословно: „Имай хубав живот“) е експериментална рок и пънк рок група от САЩ.
Основана е от Дан Барет и Тим Макуга в град Мидълтаун, Мидълсекс, щата Кънектикът през 2000 г. Те са познати с уникалния си стил на пост-пънк, който включва елементи на шугейзинг, пост-рок, индъстриъл, ембиънт и дроун.

## История
Дебютният им албум „Deathconsciousness“ получава критично признание още с издаването му през 2008 г. и с много положителни оценки в сайтове като Rate Your Music.
Групата продължава с EP-то Time of Land, издадено през 2010 г.
През януари 2014 г., Have a Nice Life пускат втория си албум The Unnatural World. Според Metacritic албума получава благоприятни отзиви.

## Дискография

### Студийни албуми
- Deathconsciousness (2008)
- The Unnatural World (2014)
- Sea of Worry (2019)[7]

### Компилации
- Voids (2010)
- Voids II (2014)

### EP-та
- Time of Land (2010)